# ぱいかじ南海作戦
『ぱいかじ南海作戦』（ぱいかじなんかいさくせん）は、椎名誠による日本の小説。2004年4月に新潮社より発売。「ぱいかじ」とは沖縄方言で「南風」のこと。
2012年には本作を原作とした映画が製作・公開された。

## あらすじ
カメラマンを本業とする男・佐々木は、勤務していた会社をリストラされ、さらには愛する妻・佐和子に逃げられ、一人寂しく暮らしていた。
ある日、佐々木は東京から宛もなく一人沖縄へ旅立つ。飛行機から船へと乗り継ぎ、辿り着いた島(西表島)で出逢った、砂浜に住むホームレス4人と飲み、踊り、笑い、楽しい一夜を過ごした佐々木だったが、翌朝遅く目覚めると、持って来た全財産（バッグや貴重品など）がなくなり、ホームレスが居た仮住まいもそっくり消えていた。
途方に暮れた佐々木は、浜で都会からやってきた青年「オッコチ」、関西からきた美女2人組「アパ」「キミ」と出会う。二人のおかげで料理の質が向上し、防犯用に掘った落とし穴にイノシシまで落ちて大喜び。そんな中、ホームレス4人組の噂を聞きつけた佐々木は、彼らから全財産を取り返すべく、“ある作戦”を決行するために、奴らが居ると思われる離れ島に渡る。見つかった4人は見事な土下座をして謝る。元の浜に帰ると2人組を連れ帰りにきたおばさんたちがいた。元妻の撮影のADもやってきて明日「イントレ」（撮影用の高い足場）が必要だといわれ、土下座の4人もきて木で作り上げる。撮影隊もやってきて忙しくなるが、。

## 映画
放送作家・脚本家として活躍する細川徹が、初めて実写映画のメガホンをとった作品。2011年11月に沖縄県の西表島でロケを行い、2012年7月14日に新宿バルト9他で劇場公開された。
キャッチ・コピーは「終点の先にパラダイスがあった!・・・のか???」。

### キャスト
- 佐々木 - 阿部サダヲ
- オッコチ - 永山絢斗
- アパ - 貫地谷しほり
- キミ - 佐々木希
- マンボさん - ピエール瀧
- 先生 - 浅野和之
- ギタさん - 斉木しげる
- ヨシオ - 大水洋介
- ざます（アパの親戚） - 宍戸美和公
- トラ（ざますの妹） - 五月女ケイ子
- アパの元婚約者 - 飛永翼
- 警察官 - 小渡俊彰
- 米山社長（佐々木の元上司） - 原金太郎
- 佐和子（佐々木の元妻） - 目黒真希
- AD（CM撮影のスタッフ） - 少路勇介
- CM出演の女性タレント - 川満彩杏、桃原遥、芹菜
- 島のおばさん - 加藤ひろみ、田仲洋子
- スーパーの店主 - 知名剛史
- エンゾさん - 桑江良美
- 管理会社の男 - 川満直哉

### スタッフ
- 監督・脚本：細川徹
- 原作：椎名誠
- 製作総指揮：大月俊倫
- 製作：重村博文、中尾哲郎、中原研一、前田浩子
- プロデュース：前田浩子
- 企画：近藤良英、橋本直樹
- 撮影：芦澤明子
- 美術：新田隆之
- 音楽：櫻井映子
- 音楽プロデューサー：緑川徹
- 録音：岡本立洋
- 照明：永田英則
- 編集：菊井貴繁
- 衣裳/スタイリスト：堀井香苗
- ヘアメイク：石邑麻由
- ビデオエンジニア（VE）：鏡原圭吾
- アソシエイト・プロデューサー： 森山敦
- ライン・プロデューサー：森太郎
- 制作担当：関浩紀
- 助監督：潮崎遵
- スクリプター/記録：矢野千鳥
- 制作プロダクション：アルケミー・プロダクションズ、ウィルコ
- 『ぱいかじ南海作戦』製作委員会：キングレコード、テレビ東京、BSジャパン、アルケミー・プロダクションズ
- 配給：キングレコード、ティ・ジョイ

### 主題歌
- 星野源「パロディ」
  - シングル「夢の外へ」（2012年7月4日発売）のカップリング曲。